# Laghi di Killarney

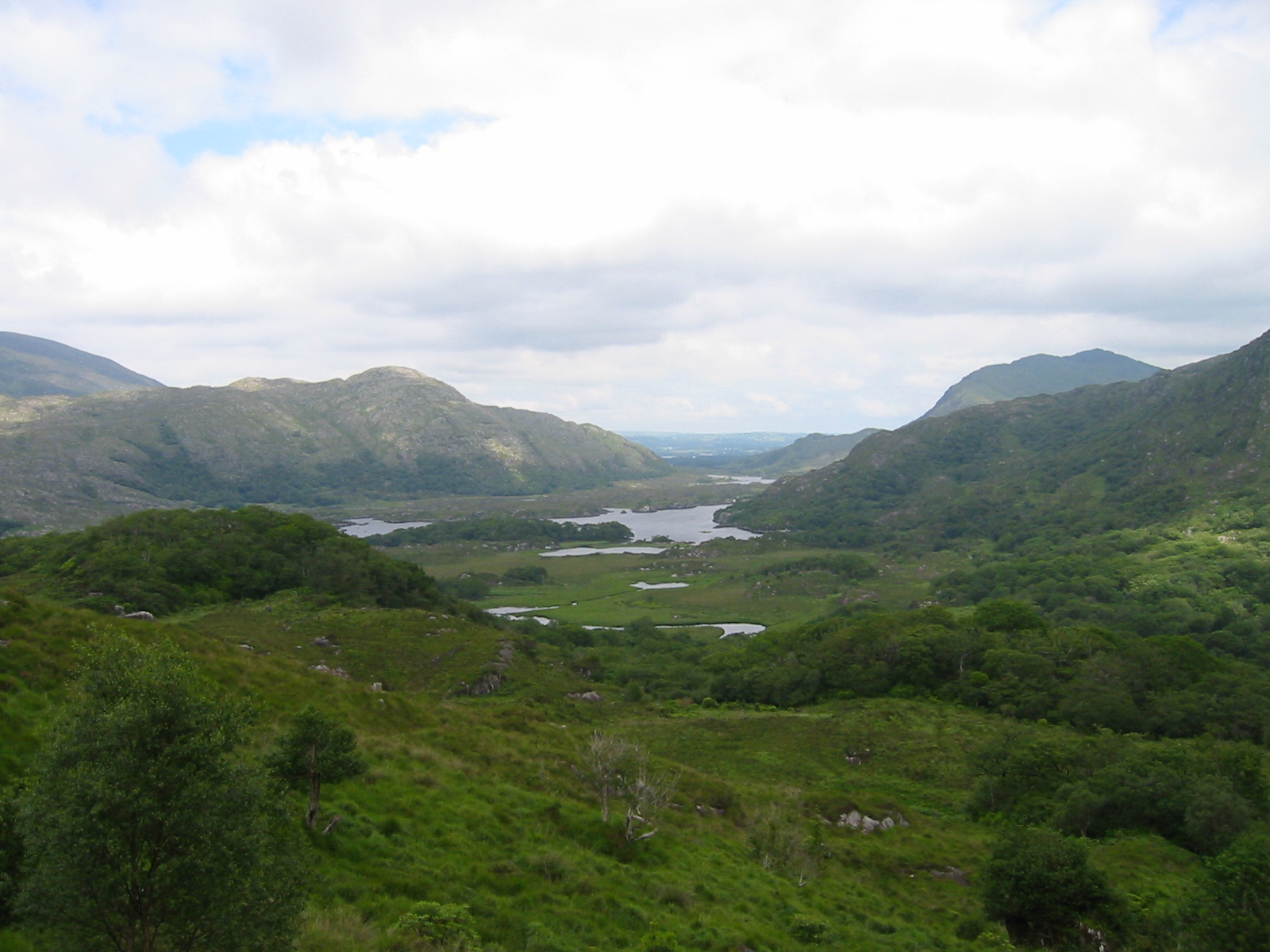
I laghi di Killarney

I Laghi di Killarney sono tre specchi d'acqua situati nei pressi dell'omonima località del Kerry, contea sud-occidentale dell'Irlanda. Sono il Lough Leane, il Muckross Lake (anche chiamato Middle Lake) e l'Upper Lake.